# Emberiza leucocephalos
Lo zigolo golarossa (Emberiza leucocephalos S.G.Gmelin, 1771) è un uccello della famiglia degli Emberizidi.

## Descrizione
Caratteristica di questo zigolo, come dice anche il nome italiano, è la gola di colore rosso, per i resto ha la schiena striata di marrone e nero, il petto è chiaro, con macchie marroni, sotto l'occhio ha una striscia bianca; la femmina sostituisce il rosso con il grigio, come taglia raggiunge i 18 cm di lunghezza, ed i 28 grammi di peso.

## Biologia
Vive in gruppi di circa una decina di esemplari.

### Riproduzione

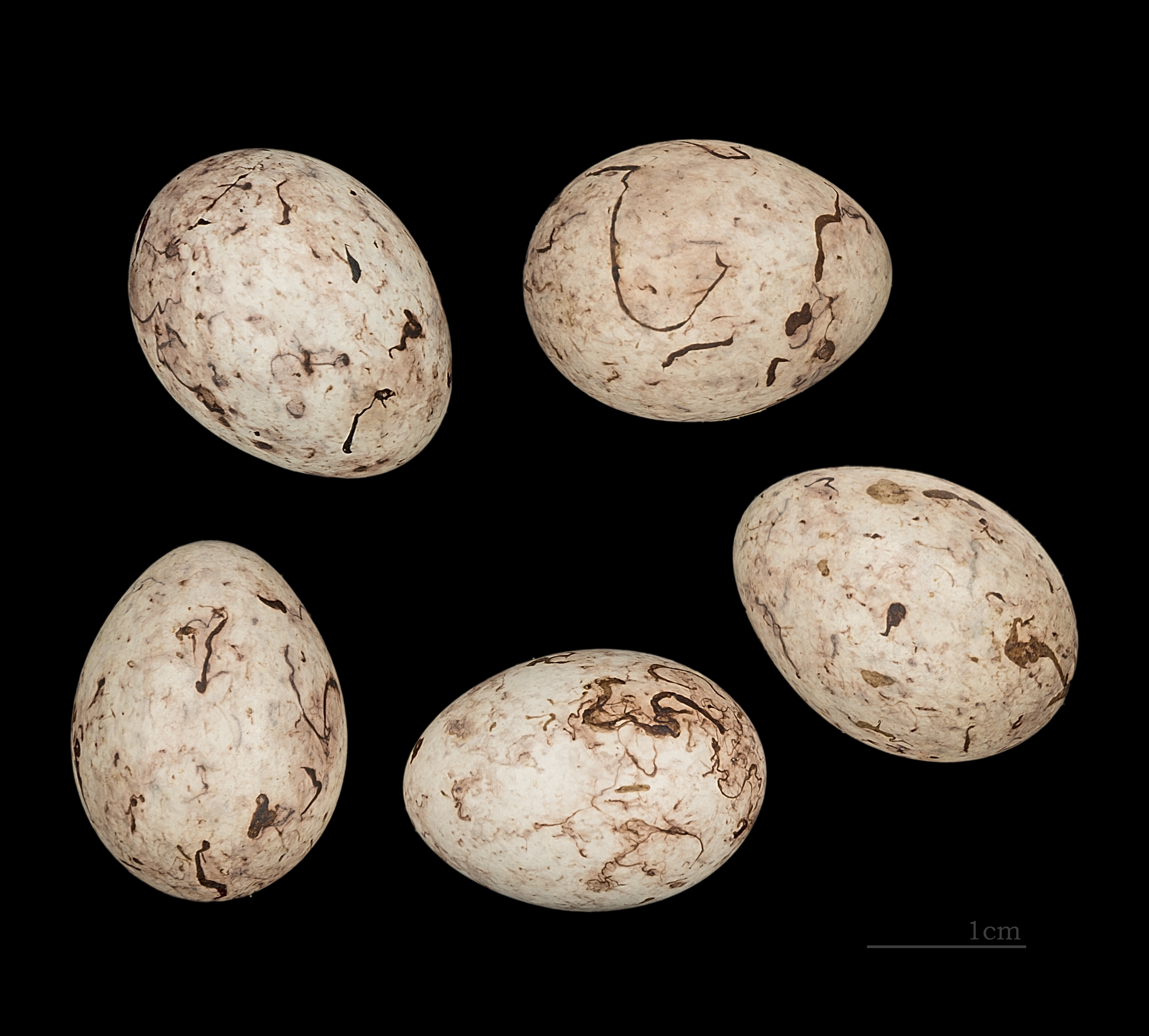
Emberiza leucocephalos

Si riproduce come tanti uccelli abituati ai climi della Siberia, in piena primavera.

### Alimentazione
Dieta identica a tutti gli esemplari della sua specie: semi come dieta base ed insetti per integrare.

## Distribuzione e habitat
Lo si trova nelle regioni settentrionali di Europa ed Asia, dalla Russia sino alla Cina.
I suoi habitat naturali sono la tundra, la taiga e i pascoli aperti, fino ai 2500 m s.l.m.

## Sistematica
Ha due sottospecie:
- Emberiza leucocephalos leucocephalos Gmelin, SG, 1771
- Emberiza leucocephalos fronto Stresemann, 1930